# Rudolf Krauss
Rudolf Nikolaus Heinrich Krauss (Zadar, 29. rujna 1863. – Obersall, 4. studenog 1943.) je bio austrougarski general i vojni zapovjednik. Tijekom Prvog svjetskog rata zapovijedao je 16. i 34. pješačkom divizijom, te XXII. i II. korpusom na Istočnom i Talijanskom bojištu.

## Vojna karijera
Rudolf Krauss rođen je 29. rujna 1863. u Zadru. Sin je dr. Franza Kraussa, inače liječnika u austrougarskoj vojsci. Rudolf je mlađi brat poznatijeg Alfreda Kraussa, također istaknutog zapovjednika austrougarske vojske u Prvom svjetskom ratu. Rudolf od 1878. pohađa vojnu školu u Mährisch-Weisskirchenu. Istu završava 1881., te školovanje nastavlja u vojnoj školi u Beču. Nakon što je 1884. okončao školovanje u toj školi u kolovozu je s činom poručnika raspoređen na službu u 11. pješačku pukovniju sa sjedištem u Pragu. Od 1887. do 1889. pohađa Ratnu školu u Beču. U siječnju 1889. unaprijeđen je u čin natporučnika. Od studenog 1889. služi u stožeru 1. brdske brigade u Mostaru, nakon čega je u veljači 1892. imenovan načelnikom stožera 7. pješačke brigade. U svibnju 1893. promaknut je u čin satnika, te raspoređen na službu u stožer 9. pješačke divizije u Prag. Istodobno od rujna u vojnoj školi u Pragu radi kao predavač taktike i vojne organizacije. Od listopada 1896. služi u stožeru IX. korpusa. Potom od studenog 1897. zapovijeda 3. bojnom 26. pješačke pukovnije koju dužnost obnaša do rujna 1898. kada postaje predavačem u Ratnoj školi u Beču. U svibnju 1899. unaprijeđen je u čin bojnika. U listopadu 1902. imenovan je zapovjednikom 2. bojne 20. landverske pješačke pukovnije tijekom koje dužnosti je u siječnju 1903. promaknut u čin potpukovnika. Na navedenoj dužnosti nalazi se do siječnja 1906. kada je imenovan načelnikom odjela u ministarstvu rata. Istodobno s tim imenovanjem unaprijeđen je i u čin pukovnika, dok čin general bojnika dostiže u studenom 1911. godine. Istodobno s tim promaknućem imenovan je zapovjednikom 87 landverske pješačke brigade sa sjedištem u Linzu.

## Prvi svjetski rat
Na početku Prvog svjetskog rata Krauss je imenovan načelnikom stožera 4. armije kojom je na Istočnom bojištu zapovijedao Moritz Auffenberg. Kao načelnik stožera 4. armije na početku rata sudjeluje u Galicijskoj bitci. Krauss je ostao načelnikom stožera 4. armije i kada je nakon poraza u navedenoj bitci Moritz Auffenberg smijenjen i kada ga je zamijenio Josef Ferdinand. Do kraja 1914. s 4. armijom sudjeluje u Bitci kod Limanowe-Lapanowa, dok tijekom 1915. sudjeluje u ofenzivi Gorlice-Tarnow. Pritom je u prosincu 1914. promaknut u čin podmaršala.

U kolovozu 1915. imenovan je zapovjednikom 16. pješačke divizije. Navedenom divizijom međutim, zapovijeda svega mjesec dana jer u rujnu 1915. preuzima zapovjedništvo nad 34. pješačkom divizijom. Navedena divizija se nalazila na Istočnom bojištu u sastavu 2. armije, da bi u ožujku 1916. bila premještena na Talijansko bojište u sastav 5. armije. Ubrzo je međutim, u travnju, divizija premještena u Tirol u sastav 3. armije pod zapovjedništvom Hermanna Kövessa u sastavu koje sudjeluje u Tirolskoj ofenzivi. Međutim, u srpnju 1916. Krauss je s 34. pješačkom divizijom ponovno premješten na Istočno bojište u sastav 7. armije radi zaustavljanja Brusilovljeve ofenzive. 
U listopadu 1916. Krauss postaje zapovjednikom XXII. korpusa kojim je do tada pod imenom Korpus Fath zapovijedao Heinrich Fath. Navedeni korpus je na Istočnom bojištu držao položaje u Volinju koje je tijekom 1917. bilo relativno mirno. U travnju 1918. postaje zapovjednikom II. korpusa naslijedivši na tom mjestu Juliusa Kaisera. Istodobno s tim imenovanjem u svibnju je promaknut u čin generala pješaštva. Navedeni korpus nalazio se na Talijanskom bojištu u sastavu 6. armije u sklopu koje Krauss sudjeluje u Bitci na Piavi. Nakon toga Krauss s II. korpusom sudjeluje u konačnom austrougarskom porazu u Bitci kod Vittoria Veneta.

## Poslije rata
Nakon završetka rata Krauss je s 1. siječnjem 1919. umirovljen. Preminuo je 5. studenog 1943. godine u 81. godini života u Obersallu.

## Vanjske poveznice
(njem.) Rudolf Krauss na stranici Weltkriege.at